# غجر
تنقسم شعوب الغجر أو شعب الرّوما  بشكل أساسي إلى الرومن (في أوروبا) والنوار والكاولية والدومر (في الشرق الأوسط)، بعضهم يتكلم لغة مشتركة قد تكون من أصل هندي، وبعضهم لهم ثقافة وتقاليد متشابهة، وحتى أواخر القرن العشرين ظلت شعوب الغجر تعيش حياة التنقل والترحال. وللغجر أسماء مختلفة باختلاف اللغات والأماكن التي يتواجدون فيها، وهم من بين الشعوب التي تعرضت للاضطهاد من قبل الحكم النازي. وحددت الأمم المتحدة والاتحاد الأوروبي في العام 1992 اليوم العالمي للغجر في الثامن من أبريل من كل عام، وذلك للتذكير بمعاناة الغجر حول العالم، وما يواجهونه من تمييز واضطهاد، إلى جانب التعريف بثقافتهم والاحتفاء بها.

## أصل الغجر

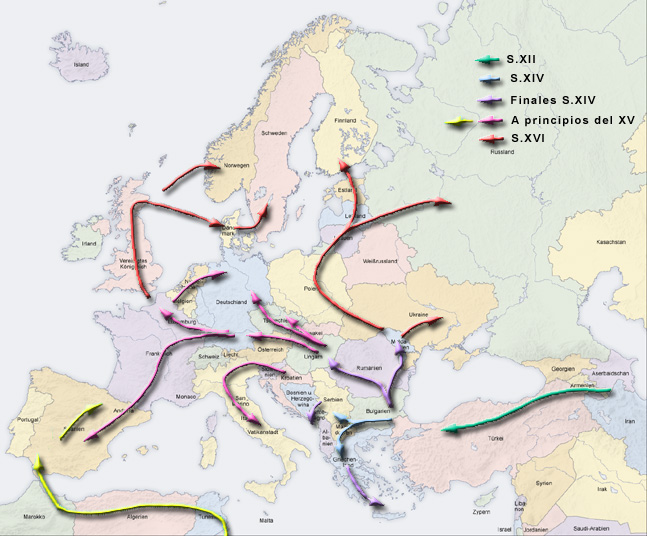
هجرات الغجر

توجد آراء مختلفة بشأن تاريخ الغجر وأصولهم، منها أنهم من شعوب الهند وإيران ومناطق وسط وجنوب آسيا، حيث هاجروا من أراضيهم في حوالي القرن الرابع الميلادي، وأوضح بعض المؤرخين أنهم في أواسط القرن الخامس عشر (1440م تقريبا) وصلوا إلى مناطق المجر وصربيا وباقي بلاد البلقان الأخرى، ثم بعد ذلك انتشروا في بولندا وروسيا، واستمر انتشارهم إلى أن بلغوا السويد وإنجلترا في القرن السادس عشر الميلادي، كما استوطنوا في إسبانيا بأعداد كبيرة.

## المجموعات الغجرية والتوزيع الجغرافي

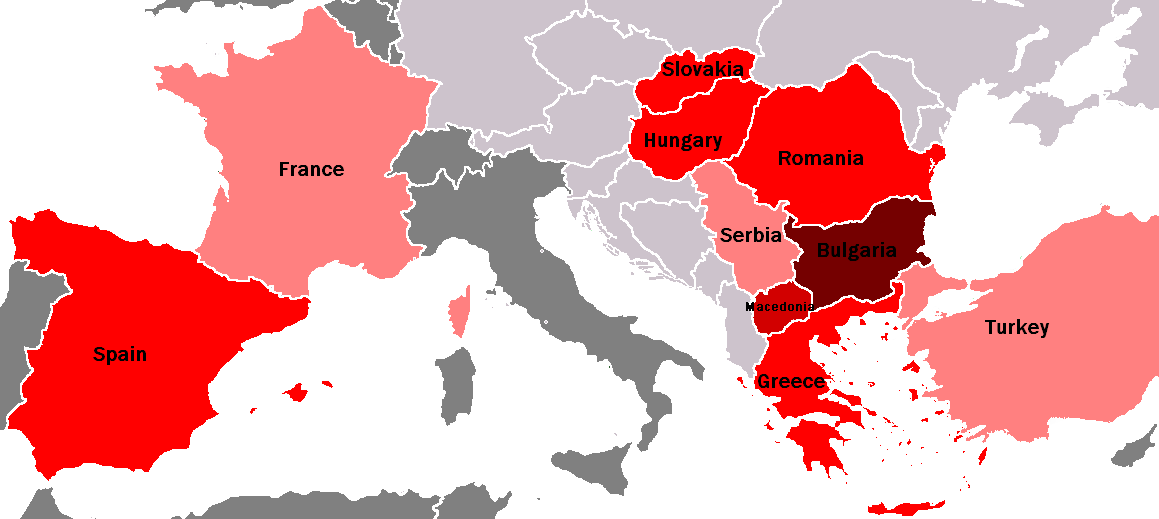
جنوب أوروبا: نسبة الغجر إلى عدد السكان الكلي في كل دولة (بيانات رسمية).
5%
3%
2%
1%
0-0.5%
لا يوجد بيانات رسمية متوفرة

التعداد الكلي للغجر يقدر بحوالي ال 10 ملايين، ثلاثة أرباعهم رومن والباقي دومر.

### الرّوما
توصف الروما بأنها أكبر سكانية مهمشة، حيث تعرضوا للاضطهاد وبحسب الأمم المتحدة، فإن النظام النازي قتل مئات الآلاف منهم خلال الحرب العالمية الثانية. يبلغ تعدادهم الكلي 7,590,000 نصفهم في أوروبا الشرقية. منهم 90.4% مسيحيون و 4.4% مسلمون و 5.1% بلا دين. وينقسمون إلى عدة مجموعات أهمها:
- الفلاكس: تعدادهم 2,015,000، وهم منتشرون في أنحاء العالم بشكل واسع، يتركزون في رومانيا والبرازيل والبوسنة والهرسك والولايات المتحدة الأمريكية، لغتهم الأساسية هي الرومنية بلهجتهم الفلاكسية، وديانتهم الأساسية هي المسيحية.[9]
- البلقان الرّوما: تعدادهم 1,368,000، وهم منتشرون في أوروبا بشكل واسع ويتركزون في أوكرانيا وصربيا وبلغاريا. لغتهم الأساسية هي الرومنية باللهجة البلقانية عموماً ما عدا في صربيا فلهم لهجة خاصة. في أوكرانيا لهم ديانة خاصة، في بقية الدول أكثرية مسيحية ما عدا في تركيا ومقدونيا وإيران والبوسنة والهرسك ورومانيا وأفغانستان والجزائر أكثرية مسلمة. في بلغاريا يسمون بغجر الزرغر (65% منهم مسيحيون بأغلبية أرثوذكسية و 25% مسلمون و 10% بلا دين)[10]

غجر الكالو في إسبانيا

- غجر الكالو: تعدادهم 995,000، يتركزون في إسبانيا (وسط وجنوب) وجزر الكناري والبرازيل. يتحدثون بشكل أساسي لغة محل إقامتهم وبشكل ثانوي لغة الكالو. في إسبانيا معظمهم بروتستانت وفي البرازيل معظمهم رومان كاثوليك.[11]
- رومن الكاربات: تعدادهم 453,000، ويتركزون في التشيك وسلوفاكيا. لغتهم الأساسية هي الرومنية بلهجتهم الكارباتية، وديانتهم الأساسية هي المسيحية.[12]
- يوجد في البرازيل مجموعة غجرية لا تنتمي إلى الفلاكس أو الكالو، تعدادهم 402,000. يتحدثون البرتغالية ومعظمهم روم كاثوليك.[13]
- يوجد في بلغاريا مجموعة غجرية لا تنتمي إلى الزرغر، تعدادهم 246,000. وعلى عكس الزرغر، لا يتحدثون اللغة الرومنية البلقانية بل اللغة البلغارية. 51% منهم مسيحيون بأغلبية أرثوذكسية و 45% مسلمون و 2% ديانة خاصة و 2% بلا دين.[14]

### الدومر
تعدادهم الكلي 2,563,000، ثلثيهم في الشرق الأوسط (خصوصاً في مصر) والثلث الآخر في آسيا الوسطى (خصوصاً في إيران). الأغلبية الساحقة من مسلمي السنة (هناك حوالي 800 مسيحي من نَوَر الأردن والأراضي الفلسطينية). وينقسمون إلى عدة مجموعات أهمها:
- الحلَب: وهم أكبر المجموعات الدومرية، 279,000 في مصر[15] و 39,000 في غرب مصر.[16]
- النَوَر: 273,000 في مصر (محافظة الدقهلية)[17] و 9,000 في الأراضي الفلسطينية[18] و 8,000 في إسرائيل[19] و 6,400 في الأردن[20] ويتواجدون أيضاً في بادية سوريا وإيران.
- الغُربَتي: في غرب إيران ويتواجدون أيضاً في سوريا والأردن.
- اللولي: في غرب إيران وأوزبكستان وقيرغيزستان.[21]
- الزُط: 57,000 في الإمارات العربية المتحدة[22] و 41,000 في سوريا[23] و 33,000 في العراق.[24]
- المهتار: في إيران (محافظة فارس وكهكيلويه وبوير أحمد).
- الكراتشي: في شمال إيران والقوقاز وشمال تركيا.
- اليُرُك: 31,000 في تركيا[25] ويتواجدون أيضاً في إيران.
- تشوري والي: 9,800 في أفغانستان[26] و 2,400 في طاجيكستان.[27]
- البراكي: في سوريا والأردن.
- المزنوق: في أوزبكستان وإيران .

## العادات والتقاليد

### مهن متوارثة
كان الغجر يمتهنون التقاط الطعام والصيد إضافة إلى خبرتهم في الحيوانات والمعرفة التقليدية بطب الأعشاب. كما يشتهر الغجر في الدول الأوروبية بأعمال السرقة والاحتيال والتي غالبا ما تتسبب باضطهادهم من قبل الشعوب الأخرى. في السابق كان تمييز الغجر سهلاً بسبب أنماط لبسهم الغريبة، ولغتهم الخاصة، فقد كان النساء يلبسن الملابس الفضفاضة المزركشة، ويتخذن زينة من الحلي المختلفة بشكل كثيف ولافت، ويضعن على آذانهن حلقات كبيرة من الفضة تنعكس عليها أشعة الشمس مكونة بريقا يضفي على الغجرية مسحة جمالية خاصة، مع تزيين الوجه وإسبال الشعر الأسود على جانبيه، أما الرجال فيلبسون الملابس المبهرجة متعددة الألوان إضافة إلى وضع لفافة حول الرقبة.

### خيمة وعربة وحصان
كان الغجر في الماضي يستخدمون العربات التي تجرها الخيول والبغال والحمير، ولكن تحت وطأة الضغوط الاقتصادية واكتشاف المحركات التي تعمل بواسطة البترول تركوا مركباتهم تلك، فقط 6% من الغجر الآن يعيشون على العربات من النمط القديم، غالبا ما يعيش الغجر في الخيام، أو على ظهور عرباتهم (ربما أصبح ذلك من الماضي)، ومن عاداتهم تزيينها برسومات مختلفة، ولتلك المناسبة أسطورة تحكي أن أحد الغجر قد هام حبا بفتاة، وعند زواجه بها طلبت منه أن يزين لها بيت الزوجية، وقد استجاب الفتى لذلك، ووضع كل ما أمكنه من تصميمات فنية في تلك العربة، وتمضي القصة لتحكي أن الغجرية أصيبت بداء عضال سبب وفاتها، الأمر الذي أحزن الفتى الغجري كثيرا، ثم قام برسم وجهين في عربته، الوجه لأول لرجل داكن البشرة يمثله هو والآخر لفتاة ذات شعر أحمر تمثل عروسه، وسار الناس على العادة وصاروا يزينون عرباتهم بنفس الطريقة، ويخصص الغجري ربع مساحة العربة لزوجته مع إحداث فتحة في الأعلى للتمكن من إشعال النار بداخلها.

### عادات الزواج
يتزوج الغجري بالغجرية في سن مبكرة جدا وذلك الزواج يتبع التقاليد الغجرية بصرامة من حيث طريقة الاحتفال، ففي البدء يعطي الغجري البنت التي يختارها للزواج لفافة عنقه، وإذا ما ارتدت البنت تلك اللفافة فهذا يعني أنها قبلت الزواج به وإلا فلا، والطلاق نادر الحدوث بين الغجر. وهناك عادة قفز الزوجين للمكنسة، وعادة أخرى غريبة للزواج، وهي أن يتصافح الزوجان ثم تكسر قطعة من الخبز وتسكب عليها قطرات من الدم من إبهاميهما، ثم يأكل كل واحد منهما القطعة التي فيها دم الآخر، ثم يكسر ما تبقى من قطعة الرغيف على رؤوسهما، وبعدها يغادران مكان الاحتفال، ولا يحضران إلا في اليوم التالي للمشاركة في الغناء والرقص وبذلك يتم الزواج.

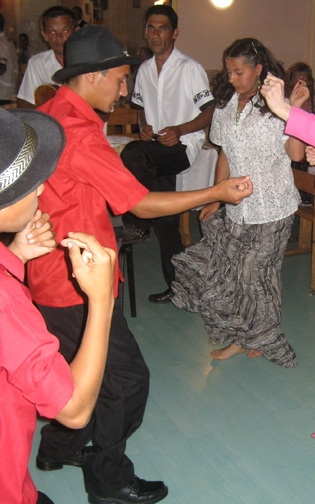
نساء ورجال في هنغاريا، يرقصون الرقصة الغجرية

### عادات الولادة
تعتبر المرأة الحامل عند الغجر غير طاهرة، وبالتالي تعزل في خيمة منفصلة بعيدة عن العربة، وعند قدوم ميقات وضع الطفل تذهب الأم المرتقبة بعيدا بمفردها إلى شجرة حيث تضع مولودها هناك، أو تضع مولودها في خيمة أخرى، وتستمر فترة العزل للمرأة بعد الولادة لمدة تتراوح بين أسبوعين إلى شهرين، بعدها تمارس حياتها العادية اليومية بصورة طبيعية، ولا يلمس والد الطفل ولده إلا بعد أن يتم تعميده (حسب التقاليد المسيحية). الآن تغير هذا الوضع وأصبح بمقدور الغجرية أن تذهب للمستشفى لإجراء عملية الولادة، ويستطيع الزوج أن يزور زوجته وهو في كامل أناقته.

### عادات الوفاة
تعتبر عادات الوفاة من أكثر العادات القديمة التي دامت عند الغجر، وأيضا تلعب العربة دورا ظاهرا في تلك العادات، فبعد وفاة أحد الغجر تحرق عربته! وفي الأوقات العصيبة يقومون ببناء خيمة وتدميرها عوضا عن إحراق العربة. قبل دفن الغجري المتوفى لا يتناول الغجر الطعام ولا الشراب، ويقوم ثلاثة من الغجر بحراسة المتوفى من الأرواح الشريرة، وقد استمرت هذه العادات حتى عام 1915م، وعادة ما يكون الكفن واسعاً لاحتواء ممتلكات المتوفى إلى جانبه، ويقومون بإلباسه احسن الأزياء لديه، أما المرأة فتدفن معها جميع ممتلكاتها الثمينة، إلا في حالة أن يكون لديها بنات من دم غجري خالص، عندها يرثن تلك الممتلكات.

## الثقافة

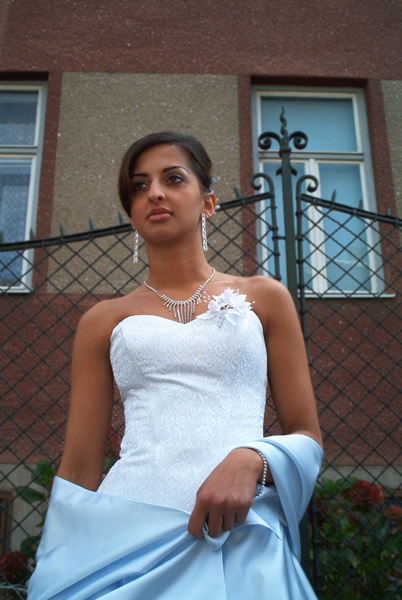
امرأة غجرية من جمهورية التشيك (2005)

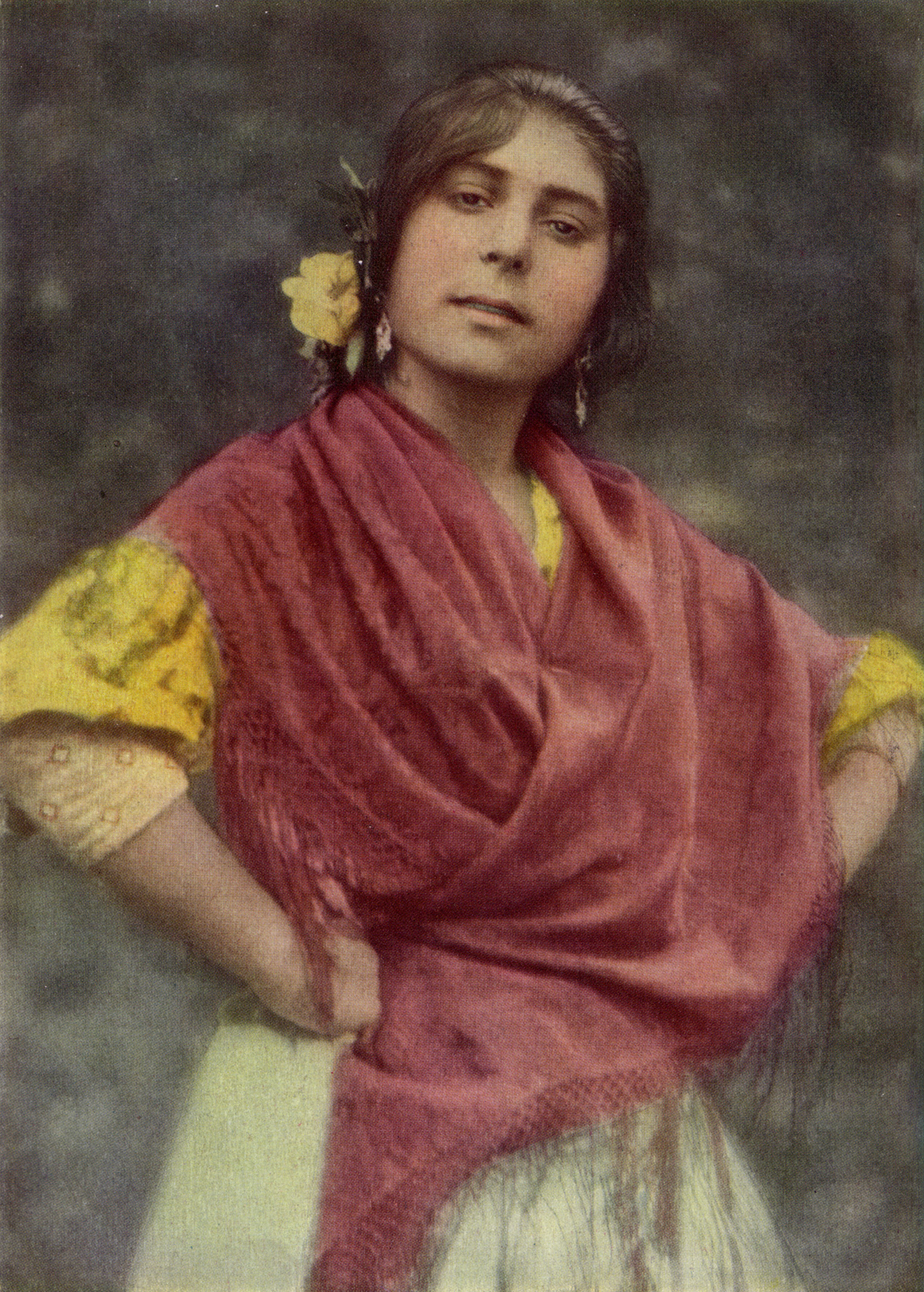
إمرأه غجرية من أسبانيا

من معتقدات الغجر أن الإنسان خلق من أصول ثلاثة، وأن أجداد البشرية ثلاثة رجال أحدهم أسود وهو جد الأفارقة، والآخر أبيض وهو جد الأوروبيين وأمثالهم من البيض، والأخير هو جد الغجر، وان هذا الجد يسمى (كين)، وقد قتل شقيقه وعوقب من الله بأن جعله هائما في الأرض هو وذريته من بعده. هناك رواية أخرى تقول إن سبب الشتات في الأرض والتنقل هو أن الجد الغجري قد أسرف في الخمر وثمل ولم يستطع الدفاع عن المسيح، ورواية أخرى تقول إن الجد الغجري قد صنع المسمار في الصليب الذي أراد أعداء المسيح صلبه عليه. كل هذا الأشياء تعطي الانطباع بأن الغجر دائما يقفون في صف مناقض للمسيحيين، وقد تبدو هذه المواقف أحد مبررات الكراهية ضد الغجر من قبل الأوروبيين.
أما المهن التي يمتهنونها في العادة فهي تخضع لطبيعة حياتهم المتنقلة، فهم عادة لا يسمح لهم بامتلاك الأراضي في الدول التي تؤويهم، وفي غالب الأحوال تكون تجارة بيع الأحصنة والبغال والحيوانات الأخرى، وأنواع التجارة الصغيرة المتنقلة، والصناعات اليدوية كأعمال الفضة والحديد وصياغة الذهب. كما أنهم، ومن جانب آخر عادة ما تلازم تهم السرقة وانعدام الأمانة الغجر بسبب أسلوب حياتهم المتنقل وسلوكياتهم غير المألوفة.

### الموسيقى
عرف عن الغجر اتقان الرقص والموسيقى، ويشتهرون بتقديم الموسيقى في المنتزهات وفي ألعاب السيرك، كما يملك الغجر إرث فني متأثر بموسيقى الشعوب التي جاوروها، وفي ذات الوقت يحمل صبغتهم الخاصة. فساهم غجر أوروبا في ولادة موسيقى ورقصة الفلامنكو، وفي الدول العربية وشمال أفريقيا عمل الغجر على الاستسقاء من الموسيقى البدوية وطوروها وساعدوا في المحافظة عليها.
يتناقل الغجر إرثهم الموسيقي شفهيا، ويغلب على موسيقاهم الطابع الإرتجالي، وهي في الغالب أغان قصيرة، ذات طابع حزين وإيقاع راقص، تقول الباحثة في تاريخ الغجر إيلينا بيتروفيتش: «إن الموسيقى هي روح الغجر الخلاقة التي يتغلبون فيها على أحزانهم».

## الديانة
انقسم الغجر في دياناتهم حيث أصبح جزء منهم مسلمين كما في البوسنة والهرسك، بينما جزء آخر تبعوا مذهب الأرثوذكس في صربيا والجبل الأسود، كما أصبح معظم الغجر في أوروبا الغربية رومان كاثوليك، ولكنهم حافظوا على كثير من معتقداتهم السابقة قبل اعتناقهم المسيحية.

## اللغات
تفرقت لغة الغجر بتفرقهم وتأثرهم بألسنة القوميات المتعددة التي عاشوا وسطها، ولكن هناك محاولات في الزمن الحالي لتدوينها على الرغم من أن المنشورات الغجرية المكتوبة قد ظهرت أيام الاتحاد السوفييتي في عهوده الأولى.

## الاضطهاد
تعرض الغجر لممارسات عدوانية من الشعوب المستقرة على مر التاريخ، وتمثلت الاعتداءات عليهم في الترحيل القسري وعدم الاعتراف بهم كمواطنين في البلدان التي يقيمون فيها، حيث تم ترحيلهم من مناطق عديدة في أوروبا، وقد وصلت قمة الكراهية للغجر في الأمر الذي أصدره ملك (بروسيا) في عام 1725م ويقضي بقتل كل غجري فوق الثامنة عشرة من العمر.
مع تطور المجتمع الصناعي إبّان عصر نهضة الصناعات في أوروبا وظهور المجتمعات الحضرية، تعرض الغجر إلى مراقبة السلطات في البلدان الأوروبية، حيث قامت بافاريا بإنشاء وزارة مختصة بشئون الغجر، وكانت مركز العداء لكل ما هو غجري في ألمانيا حتى قيام النازية، في فبراير عام 1929م صدرت قوانين تلزم الغجر الذين ليست لديهم مهنة ثابتة في ألمانيا بالعمل القسري (السخرة)، وقد طبق هذا النظام في عدد من الدول الأوروبية.

### الغجر والنازية
يحتل الغجر مرتبة متدنية في الترتيب العرقي للنظرية النازية، فهم عرفوا على حسب قانون نورمبيرج لعام 1935م بأنهم شعوب غير آرية، وبالتالي يمنع عليهم الزواج من ألمانيات. كما وصفوا بأنهم مجموعات منغلقة على نفسها في قانون 1937، وهي تهمة جنائية يعاقبون عليها حتى وإن لم يرتكبوا أي جريمة، وكان أن يتم حبس 200 من الغجر كل مرة في معسكرات التركيز، وبحلول عام 1938، أنشأ هتلر مكتبا مركزيا لمكافحة خطر الغجر، وكانت الوظيفة الأساسية لهذا المكتب هي فرز الغجر الأنقياء من الغجر المختلطين، وقد تمت العديد من الممارسات العنصرية ضدهم في ذلك العهد، حتى وصل بهم الحال إلى وضعهم في معسكرات اعتقال.
كان قانون 1943 يمنع ذكر الغجر بسبب عدم توقع استمرارهم في الحياة، ثم أمر هتلر بترحيل الغجر إلى معسكر أوشفيتز، ولكنه لم يسمح بقتلهم إلا في عام 1944، حيث قتل العديد منهم في المعسكرات الأخرى بسبب الجوع والمرض والتعذيب، وبسبب استخدامهم كمادة للتجارب، وفي نهاية الحرب العالمية الثانية مات خمسة عشر ألف غجري من أصل عشرين ألفاً كانوا يعيشون في ألمانيا، ومثلت هذه الحادثة أقسى عمليات إبادة عرقية في تلك الفترة.